# 貞好康志
貞好 康志（さだよし やすし、1964年 - ）は、日本の東南アジア研究者、学術博士。福岡県出身。

## 経歴・人物
1964年福岡県生まれ。福岡県立京都高等学校卒業。1986年京都大学文学部史学科卒業（現代史学専攻）。住友林業（株）勤務を経て、インドネシア大学および同国立ディポヌゴロ大学へ留学。京都大学大学院人間・環境学研究科博士課程を単位取得退学。現在、神戸大学大学院国際文化学研究科教授、副研究科長、神戸大学評議員。主な所属学会は東南アジア学会、アジア政経学会、インドネシア研究懇話会（KAPAL）など。

## 書籍
- 『変容する東南アジア社会―民族、宗教、文化の動態』（加藤剛編、共著、めこん、2004年)
- 『新版東南アジアを知る事典』(分担執筆、平凡社、2008年)
- 『もっと知ろう!!　わたしたちの隣人ーニューカマー外国人と日本社会』（共著、世界思想社、2010年）
- 『世界民族百科事典』（分担執筆、丸善出版、2014年）
- 『華人のインドネシア現代史ーはるかな国民統合への道』（単著、木犀社、2016年）
- 『東南アジア文化事典』（分担執筆、丸善出版、2019年）
- 『論点・東洋史学』（分担執筆、ミネルヴァ書房、2022年）[2]

## 受賞
- 第34回大平正芳記念賞[3]。